# Bannaby (FR)
Bannaby (n. Francia; 27 de abril de 2003) es un caballo purasangre inglés propiedad de Cuadra Miranda y entrenado por Mauricio Délcher Sánchez. Hijo de Dyhim Diamond (IRE) y Trelakari (FR) (hija de Lashkari). Es propiedad de Cuadra Miranda S.L. y criado por Eight International Racing Ltd
Fue montado por el jockey Christophe Soumillón.
Su récord es 22: 7-3-3.

## Premios
Obtuvo la victoria en el emblemático Gran Premio de Madrid disputado en junio de 2008 en el Hipódromo de la Zarzuela de Madrid, con 42.000 euros de dotación para el caballo ganador.
El 15 de agosto de 2008, reapareció en la Copa de Oro de San Sebastián, dónde se impuso fácilmente. Después está previsto que se vuelva a codear con la élite del fondo europeo y que dispute el Prix Cadran (prueba de Grupo 1), carrera sobre 4.000 metros de distancia que se disputará el primer domingo de octubre de 2008, con motivo del meeting del Prix de l'Arc de Triomphe en el parisino Hipódromo de Longchamp.
A principios de septiembre en el mismo hipódromo el Prix Gladiateur, disputó la carrera sobre 3.000 metros.

## Mejores actuaciones
- Prix Cadran - Grupo 1 (2008)
- Copa de Oro de San Sebastián / 8ª Etapa del Defi du Galop - Cat.A (2008)
- Gran Premio de Madrid - Cat.A (2008)
- Prix Carrousel - Listed (2008)
- Premio Villamejor - St Leger Español Cat.B (2006)
- Gran Premio de San Sebastián Cat.B (2007)
- Premio Gladiateur Cat.C (2007)

## Imagen externa
- www.loultimodeloultimo.com